# Мак

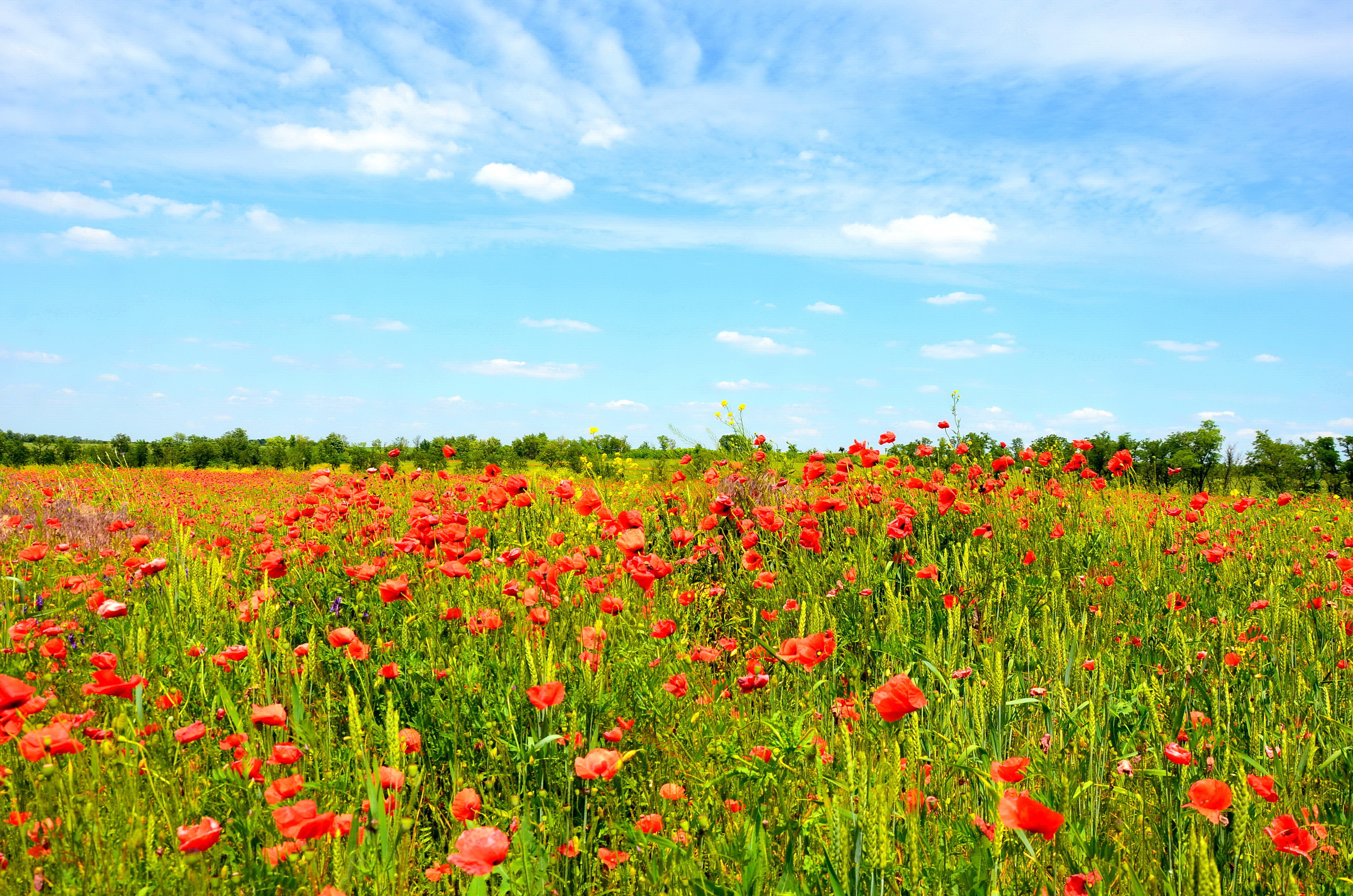
На околиці селища Старолозува́тка (2023 р.)

Мак (Papaver) — рід рослин з родини макових (papaveraceae) з великими червоними, рожевими (рідше жовтими або білими) квітками.

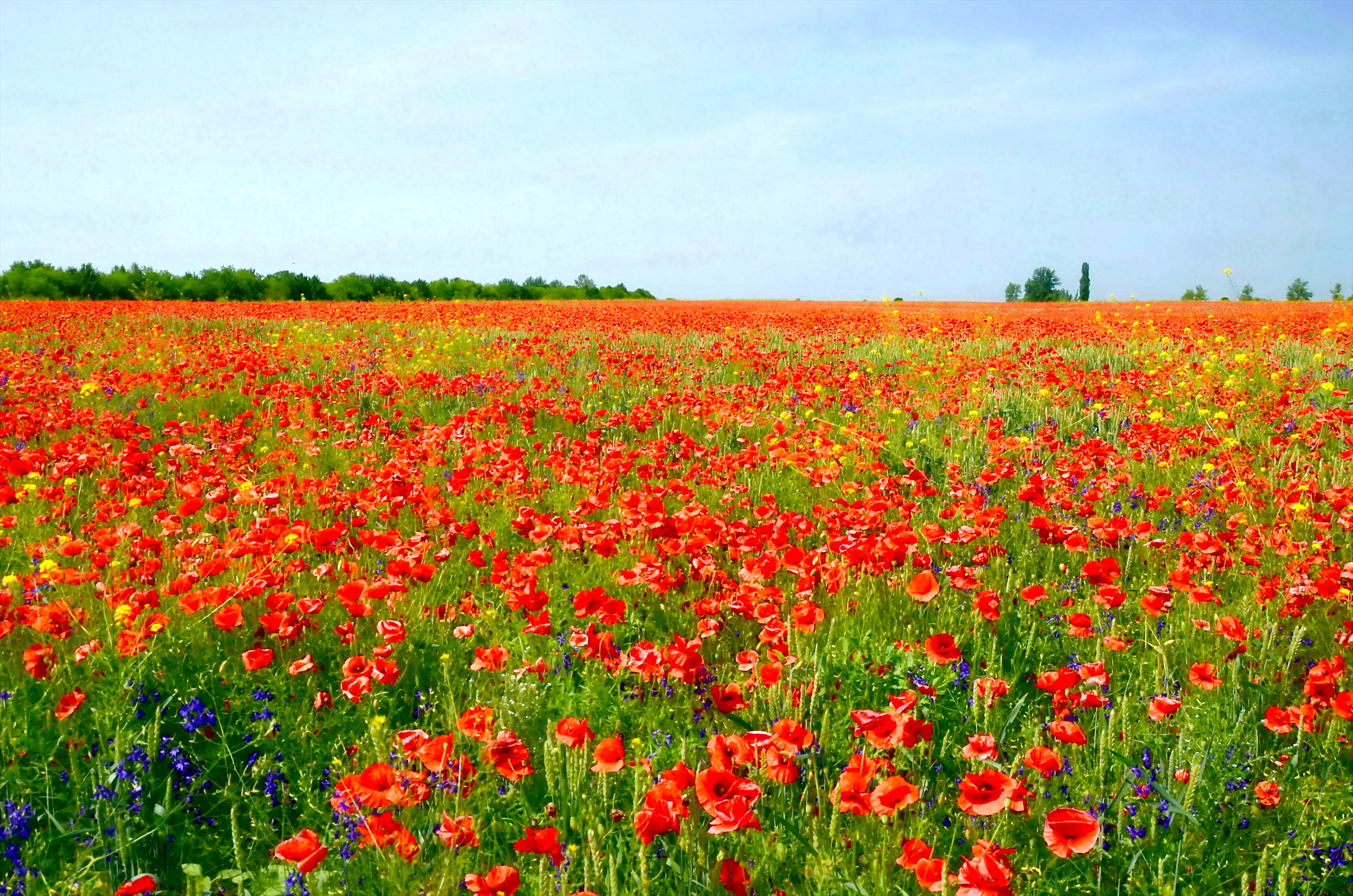
Дике поле, красні маки (с. Капустинці на Сумщині)

Рід об'єднує понад 100 видів рослин, з яких найпоширенішими є мак дикий (Papaver rhoeas) та мак городній (Papaver somniferum). Макові головки називають: качулка, качулея . 

## Ботанічний опис

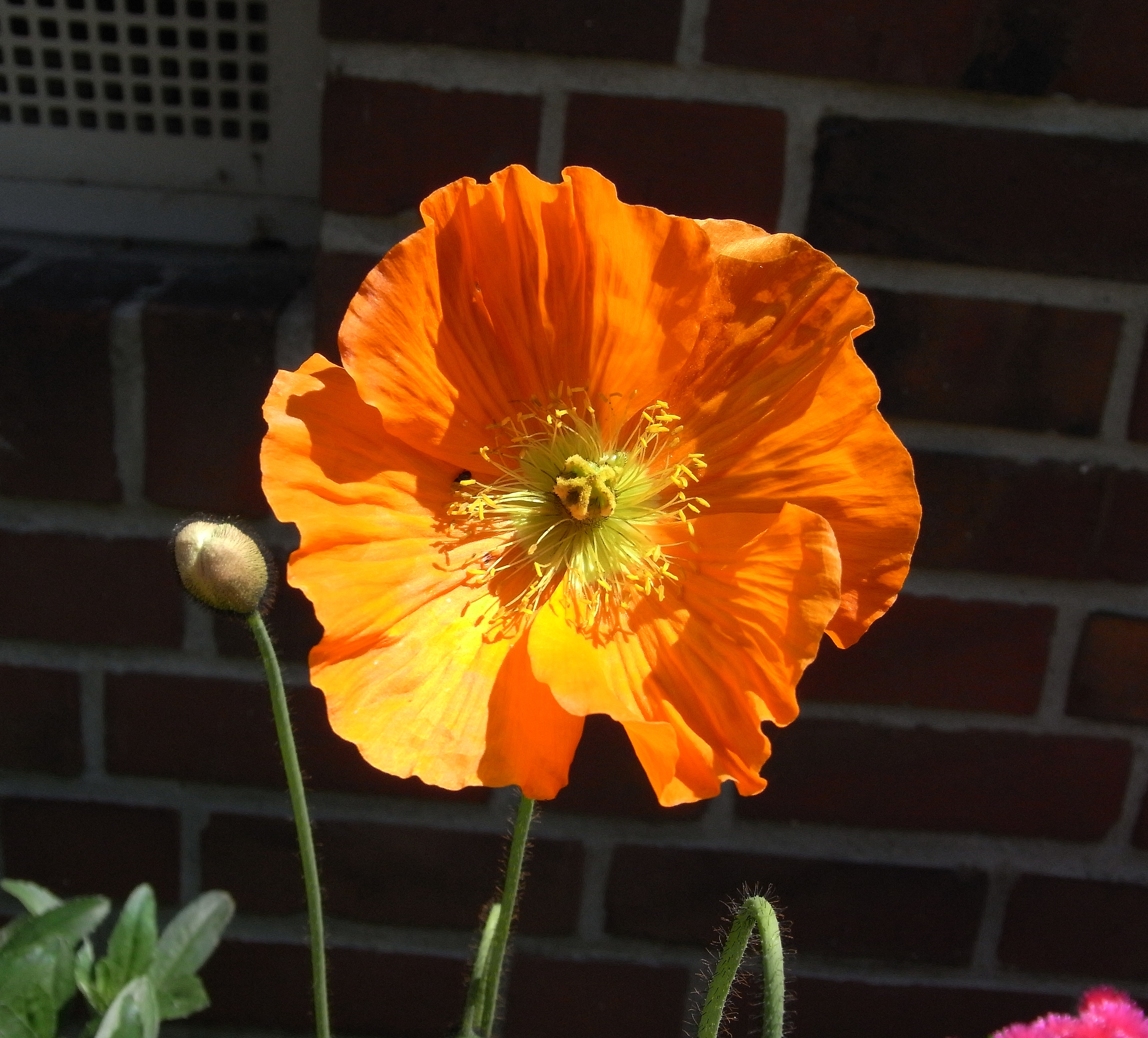

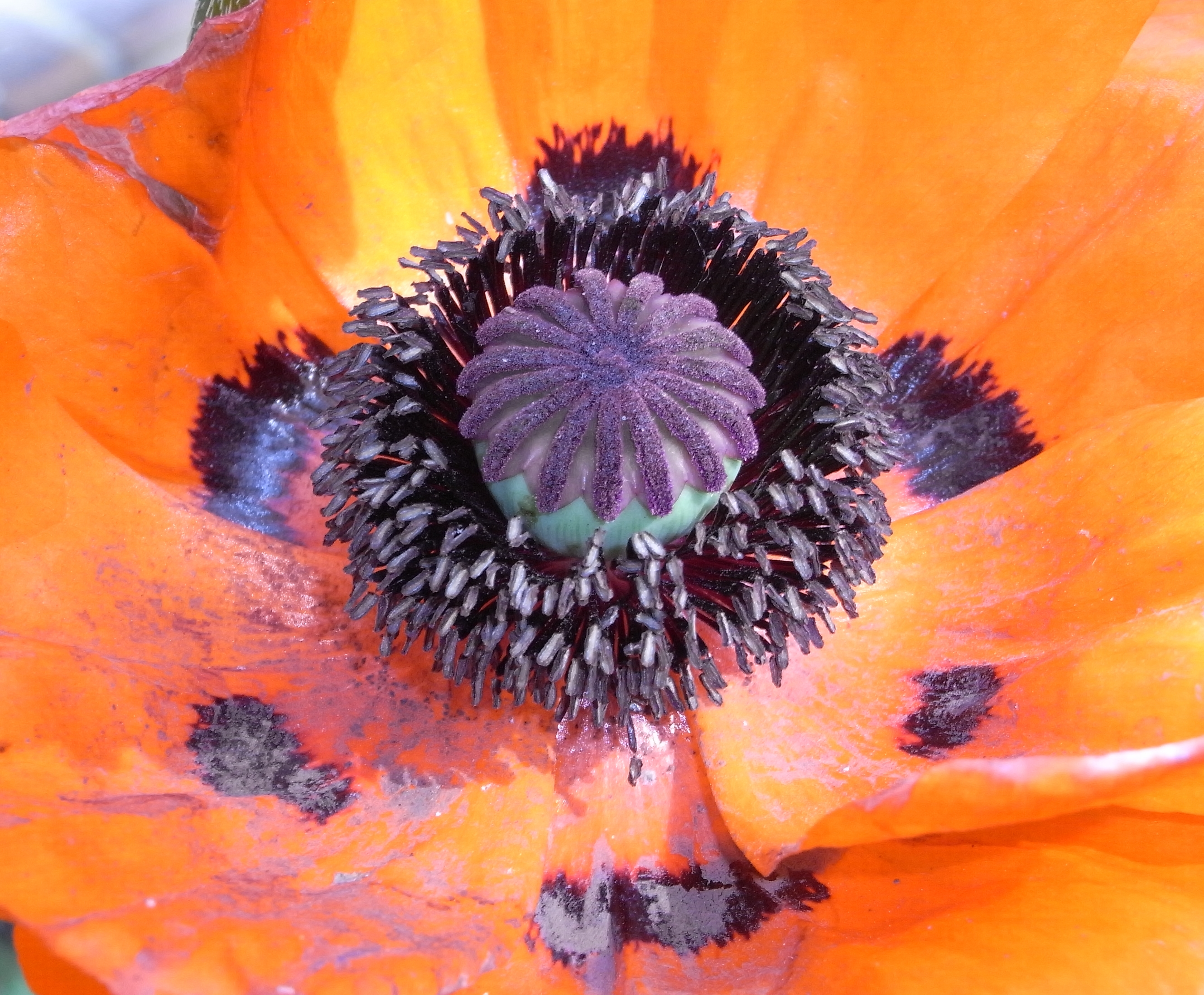

Однорічні, дворічні та багаторічні трави, зазвичай з розвиненим стеблом, рідше безстеблі. Рослини виділяють молочний сік, білий, жовтий або помаранчевий.
Листя зазвичай один раз-або двічі-тричі-перисторозсічені, голі або частіше волосисто-щетинисті.
Квітки великі, поодинокі, як правило, червоного кольору (рідше зустрічаються білі або жовті), на довгих квітконосах або (у безстеблих видів) квітконіжках, без приквітків, у деяких видів — у волотистому суцвітті.
Тичинок зазвичай багато, вони тонкі або вгорі булавоподібні з розширеними нитками; пиляки від округлих до лінійних. Зав'язь з 3–22 плодолистками, найчастіше 4–10. Квітки запилюються комахами, у деяких видів можливе самозапилення.
Плід — коробочка, коротко-циліндричний, булавоподібний, довгастий, обернено-яйцеподібний або кулястий; зверху прикритий пірамідальним, опуклим або плоским диском. Відкривання коробочки відбувається порами, безпосередньо під диском.
Насіння дрібне, ніздрювато-сітчасте, без придатка. Дозрілі насінини викидаються на велику відстань в результаті розтріскування коробочки. Також вони можуть висипатися на вітрі з отворів коробочки, як сіль з сільнички.

## Класифікація
Рід містить понад 100 видів, поширених у Євразії та Африці, ті види, що позначені зірочкою (*), поширені в Україні:

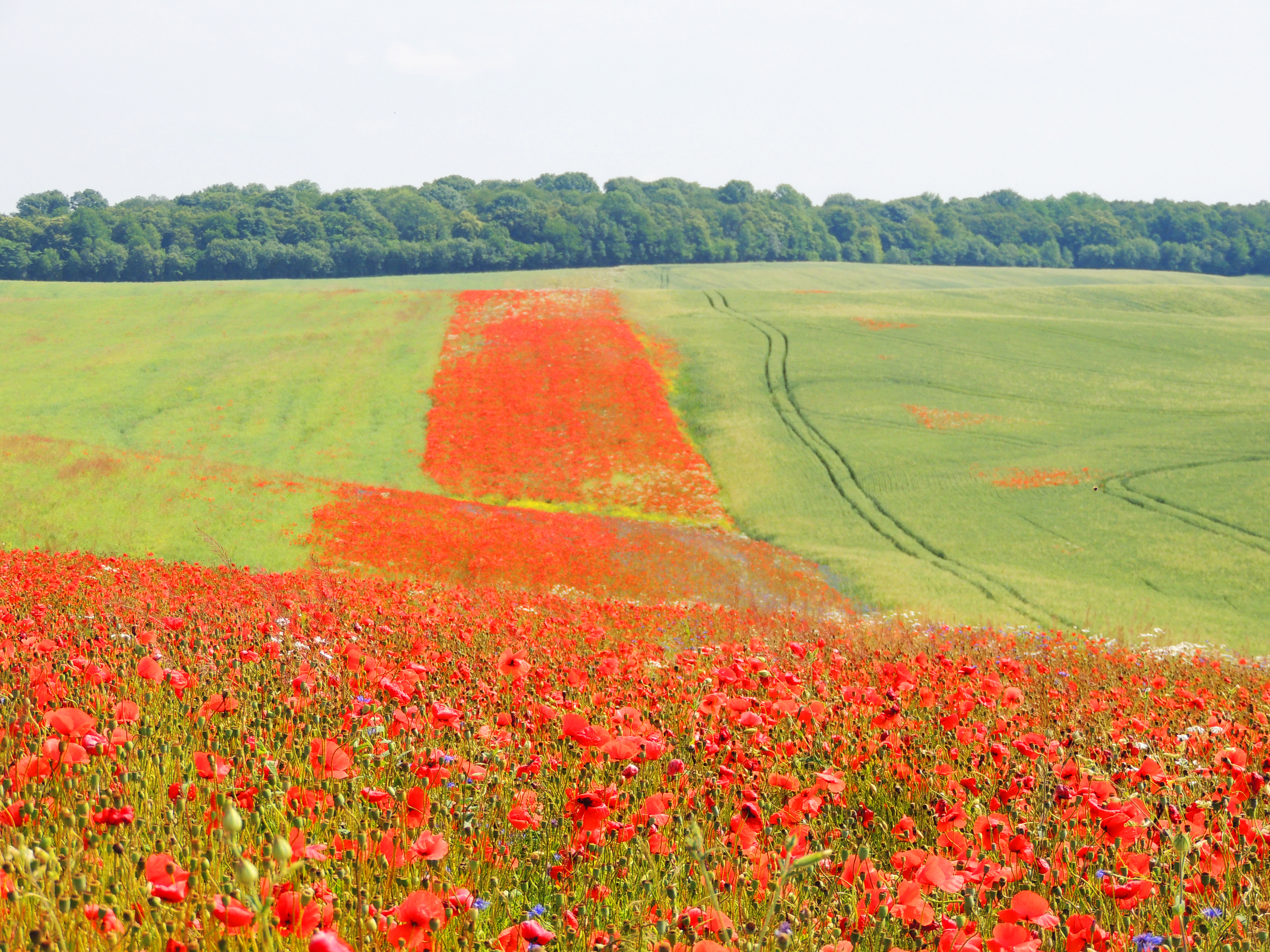
Макове поле в с. Антонівка

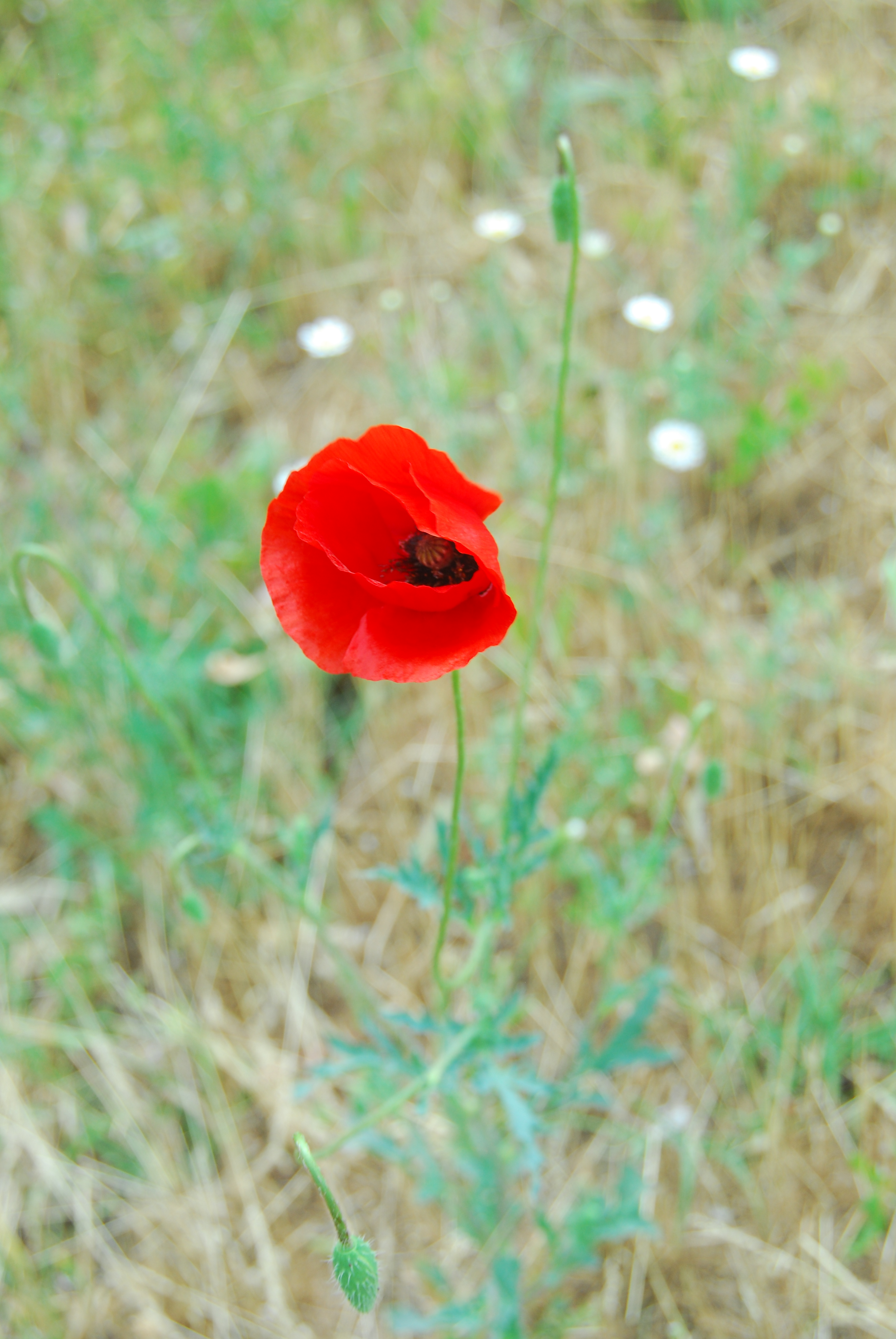

### Види
- Papaver acrochaetum
- Papaver aculeatum
- Papaver alboroseum
- Papaver albiflorum — мак білоцвітий*
- Papaver alpinum
- Papaver amurense
- Papaver apokrinomenon
- Papaver apulum
- Papaver arachnoideum
- Papaver arenarium
- Papaver argemone — мак пісковий
- Papaver armeniacum
- Papaver atlanticum
- Papaver aurantiacum
- Papaver belangeri
- Papaver berberica
- Papaver bipinnatum
- Papaver bracteatum
- Papaver burseri
- Papaver californicum
- Papaver clavatum
- Papaver commutatum
- Papaver croceum
- Papaver curviscapum
- Papaver cylindricum
- Papaver dahlianum
- Papaver decaisnei
- Papaver degenii
- Papaver dubium — мак сумнівний*
- Papaver fugax
- Papaver giganteum
- Papaver glaucum
- Papaver gorgoneum
- Papaver gorodkovii
- Papaver gracile
- Papaver guerlekense
- Papaver hybridum — мак гібридний*
- Papaver kluanense
- Papaver lacerum
- Papaver laevigatum — мак гладенький*
- Papaver lapponicum — мак лапландський
- Papaver lasiothrix
- Papaver lateritium
- Papaver macounii
- Papaver maeoticum — мак приазовський*
- Papaver mcconnellii
- Papaver miyabeanum
- Papaver nothum — мак незаконний*
- Papaver nudicaule — мак голостебловий
- Papaver orientale — мак східний*
- Papaver paucifoliatum
- Papaver persicum
- Papaver pilosum :
- Papaver polychaetum
- Papaver postii
- Papaver pseudo-orientale
- Papaver purpureamarginatum
- Papaver pygmaeum
- Papaver radicatum — мак полярний
- Papaver rhoeas — мак дикий*
- Papaver rhopalothece
- Papaver rupifragum
- Papaver sendtneri
- Papaver setigerum
- Papaver somniferum — мак городній*
- Papaver spicatum
- Papaver strictum
- Papaver strigosum — мак щетинистий*
- Papaver stylatum
- Papaver syriacum (syn. Papaver umbonatum)
- Papaver tenuifolium
- Papaver triniifolium
- Papaver tumidulum — мак пухленький*
- Papaver umbonatum
- Papaver walpolei

## Практичне використання

### У харчуванні

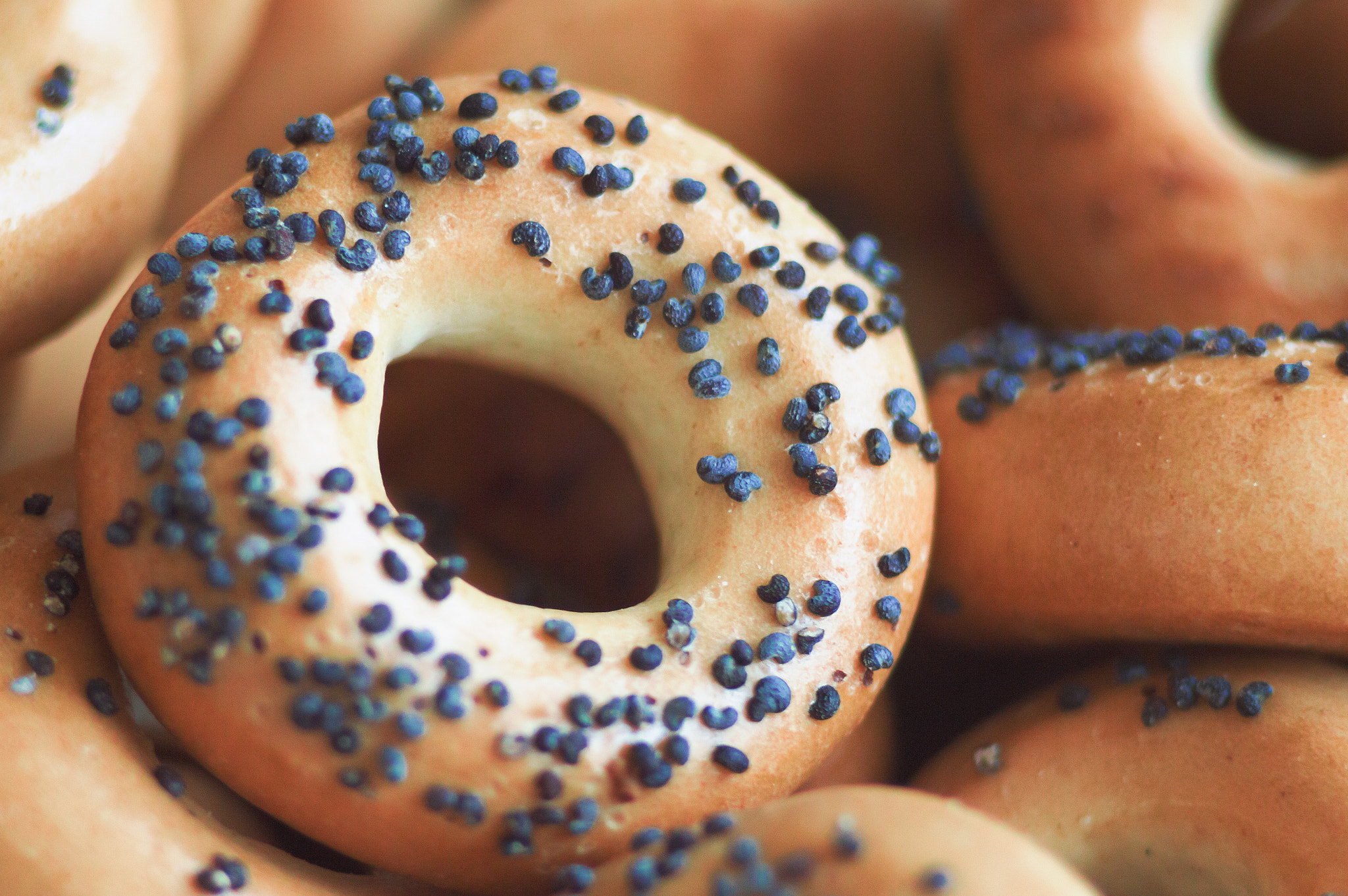
Бублик з маком

Насіння маку використовували в їжу ще первісні люди. Археологи знаходять його під час розкопок неолітичних поселень в Швейцарії, біля Савої і Мілану в Італії.
Як сільськогосподарську культуру мак вирощували у Вавилоні, Сирії, давній Греції і Риму, Єгипті. Арабські купці торгували маком в VII—VIII ст в Індії та Китаї.
В Україні культивують лише різновид маку городнього — олійний мак з метою отримання насіння й олії для потреб харчової промисловості. Олійний мак цінний своїм насінням, в якому міститься 50 % високоякісної харчової олії і до 25 білкових речовин.
Олію добувають гарячим пресуванням. Вона має світло-жовтий колір, приємний смак і запах, добре засвоюється. Вважається однією з кращих серед рослинних олій. Олія, одержана холодним пресуванням, довго не гіркне. Її застосовують у харчовій і кондитерській промисловості.

### У медицині
Мак розводять для отримання опію, на основі якого виробляють 60 % снодійних препаратів. З опію виробляють морфій, кодеїн, папаверин, наркотин. Усі алкалоїди опію отруйні, а найсильнішим вважається тебаїн, що дією схожий на стрихнін.
На Сході Азії поширене куріння опію. Курять його маленькими довгими люльками з металевим чубуком. При курінні швидко настає сп'яніння, що супроводжується фантастичними видіннями, галюцинаціями, судомами тіла, мимовільним слиновиділенням. Куріння опію руйнує здоров'я, зумовлює психологічні розлади і, як правило, призводить до передчасної смерті.
Світове виробництво опію становить 6000 тон (станом на 1976 р). Головними експортерами є Туреччина, Іран, Пакистан, які щорічно виробляють нелегальним шляхом героїн і подібні до нього наркотики. Річна потреба опію для медичних цілей у 10 разів менша.

## Легенда виникнення
За давньогрецькою легендою, у підземному царстві Аїда жили два брати-близнюки: Гіпнос - Бог сну і сновидінь; Танат - бог Смерті. Прекрасний юний крилатий бог Гіпнос увесь час літав над землею з маковими голівками в руках, на голові в нього був вінок із червоних маків. Гіпнос виливав із ріжка снодійний напій, i ніхто-ні смертні, ні боги - не в змозі були суперечити йому, навіть могутній Бог Зевс. Усі, кого торкався Гіпнос квіткою маку, поринали у солодкий сон, бо кожен мак навівав легкі сни. Навіть житло Гіпноса, царство сну, зображували засадженим квітками маку. Рідний брат Гіпноса - жахливий бог Смерті Танат, якого боялись та ненавиділи і боги, і люди. Від його величезних чорних крил несе крижаним холодом. Ніхто зі смертних не омине його. Лише двоє змогли перемогти бога Смерті - винахідливий Сізіф і могутній Геракл. На голові в Таната - вінок із маку, а в руках - перекинутий факел, що згасає. Мати Гіпноса і Таната - богиня ніч. Її теж зображали в одязі, обвитому гірляндами маку.
За давньоримською легендою, коли з'явились на землі перші люди, природа потурбувалася про те, щоб вони не лише добре працювали, а й спокійно відпочивали. Для відпочинку Природа подарувала людям Ніч, яка ховала усю красу довкілля та здобич, щоб люди не могли бачити і нічого не робили. Та, незважаючи на це, люди вночі продовжували свою діяльність. Відчуваючи своє безсилля, Ніч закутувала голову в туман і тихенько плакала. Від її гірких сліз на землі утворилася роса. Побачивши зажурену Ніч, Природа зглянулась над нею і послала їй чоловіка Сон. Удвох із чоловіком, гадала Природа, Ночі легше буде заспокоювати людей і змушувати їх спати... І дійсно... стало Ночі і Сну легше долати людей, однак не всі їм підкорялись. Тоді Природа потурбувалася й про те, щоб у Ночі та Сну з'явились дİти - Сновидіння, які могли б відволікати людей і примушували їх забувати про все на світі. Проте одного разу не змогли Ніч, Сон та Сновидіння приспати стурбованого вкрай чоловіка. Він лежав серед ночі на запашному лузі і не міг заснути. Як не заспокоювала його Ніч, як не колихали Сновидіння, як не закривав його повіки Сон - людина не спала. Сон розсердився на власну слабкість, зі злістю ввіткнув у землю царський жезл i полетів геть. Сновидіння закутали жезл повітряними мареннями, Ніч вдихнула в них життя. I жезл пустив корені, зазеленів і розкрився чарівними квітами. Так з'явився на Землі мак. У християнській міфології походження маку пов'язують із кров'ю невинно вбитоï людини. Кажуть, ніби вперше мак виріс із крові розп'ятого Ісуса Христа. Відтоді й росте там, де пролилось багато крові.
Отже, мак мав стосунок і до сну, і до смерті, і до ночі. Володар підземного царства Аїд дуже любив красивих молодих дівчат. От і вирішив викрасти прекрасну Персефону, отож однієї ночі він здійснив свій намір. Мати Персефони - Деметра - богиня земної родючості - дуже зажурилася за дочкою i пішла шукати її по всій землі. Мати не знаходила спокою нi вдень, ні вночі, не могла зупинитися й спочити. Страждання нещасної матері викликали співчуття в бога Зевса. Звелів він зробити так, щоб за кожним кроком Деметри виростала квітка маку. Богиня, назбиравши великий букет, врешті заспокоювалась i на деякий час засинала. З того часу мак уважають символом родючості, а богиню Деметру зображають у вінку з колосків злаків та квіток маку.